# Danh sách chính đảng Azerbaijan
Bài này liệt kê các đảng chính trị ở Azerbaijan. Azerbaijan là một quốc gia độc đảng thống trị. Các đảng đối lập chống lại Đảng Azerbaijan mới đang cầm quyền, nhưng được nhiều người coi là không có cơ hội thực sự để giành được quyền lực.
Tính đến năm 2021, 56 chính đảng được đăng ký chính thức tại Azerbaijan.

## Các đảng đại diện trong Quốc hội
| Tên | Tên                                                | Tên                                                                                | Viết tắt | Lãnh đạo            | Tư tưởng | Milli Majlis | Quan điểm chính trị                        | Khối liên minh    |
| --- | -------------------------------------------------- | ---------------------------------------------------------------------------------- | -------- | ------------------- | --- | ------------ | ------------------------------------------ | ----------------- |
|     |                                                    | Đảng Azerbaijan mới Yeni Azərbaycan Partiyası                                      | YAP      | Ilham Aliyev        | Chủ nghĩa dân tộc Azerbaijan Chủ nghĩa thế tục chủ nghĩa bảo thủ Chủ nghĩa nhà nước Chủ nghĩa hoài nghi châu Âu | 70 / 125     | Chính trị trung hữu                        |                   |
|     |                                                    | Đảng Đoàn kết Công dân Vətəndaş Həmrəyliyi Partiyası                               | VHP      | Sabir Rustamkhanli  | Chủ nghĩa bảo thủ quốc gia Chủ nghĩa dân túy                                                                    | 3 / 125      | Chính trị cánh hữu                         |                   |
|     |                                                    | Đảng Khai sáng Dân chủ Azerbaijan Azərbaycan Demokratik Maarifçilik Partiyası      | ADMP     | Elshan Musayev      | | 1 / 125      | Chính trị trung hữu                        |                   |
|     |                                                    | Đảng Thống nhất Công dân Vətəndaş Birliyi Partiyası                                | VBP      | Sabir Haciyev       | Dân chủ xã hội                                                                                                  | 1 / 125      | Chính trị trung tả                         | PACE: SOC         |
|     | Tập tin:Emblem of Azerbaijani Motherland Party.svg | Đảng Tổ quốc Ana Vətən Partiyası                                                   | AVP      | Fazail Agamali      | Chủ nghĩa quốc gia Azerbaijan Chủ nghĩa bảo thủ quốc gia Chủ nghĩa nhà nước Phục hồi lãnh thổ Azerbaijan        | 1 / 125      | Chủ nghĩa cánh hữu                         |                   |
|     |                                                    | Đảng Trật tự vĩ đại Böyük Quruluş Partiyası                                        | BQP      | Fazil Mustafa       | chủ nghĩa tự do Dân chủ tự do chủ nghĩa cấu trúc                                                                | 1 / 125      | Chính trụ trung hữu                        |                   |
|     |                                                    | Đảng Thống nhất Vəhdət Partiyası                                                   | VP       | Tahir Kerimli       | Chủ nghĩa hợp nhất                                                                                              | 1 / 125      | Chính trị trung dung                       |                   |
|     |                                                    | Đảng Cải cách Dân chủ Demokratik İslahatlar Partiyası                              | DIP      | Asim Mollazade      | Chủ nghĩa tự do Chỉ nghĩa cải cách                                                                              | 1 / 125      | Chính trị trung hữu                        |                   |
|     |                                                    | Đảng Giải pháp Cộng hòa Respublikaçı Alternativ Partiyası                          | REAL     | Ilgar Mammadov      | Chủ nghĩa cộng hòa Dânchủ tự do Chủ nghĩa tự do dân tộc Chủ nghĩa thế tục Chủ nghĩa ủng hộ châu Âu              | 1 / 125      | Trung dung tới Chính trị trung hữu         |                   |
|     |                                                    | Đảng Mặt trận Nhân dân Azerbaijan Toàn vẹn Bütöv Azərbaycan Xalq Cəbhəsi Partiyası | BAXCP    | Gudrat Hasanguliyev | Social conservatism Economic liberalism Azerbaijani irredentism                                                 | 1 / 125      | Chính trị trung hữu tới Chính trị cánh hữu | Châu Âu: Đảng ECR |

## Chính đảng khác
- Đảng Liên minh vì Quyền lợi Azerbaijan (Azərbaycan Naminə Alyans Partiyası)
- Đảng Cộng sản Azerbaijan (Azərbaycan Kommunist Partiyası)
- Đảng Dân chủ Azerbaijan (Azərbaycan Demokrat Partiyası
- Đảng Khai sáng Dân chủ Azerbaijan (Azərbaycan Demokratik Maarifçilik Partiyası
- Đảng Tự do Azerbaijan (Azərbaycan Liberal Partiyası)
- Đảng Dân chủ Tự do Azerbaijan (Azərbaycan Liberal Demokrat Partiyası)
- Đảng Dân chủ Quốc gia Azerbaijan (Azərbaycan Milli Demokrat Partiyası)
- Đảng Quốc gia độc lập Azerbaijan (Azərbaycan Milli İstiqlal Partiyası)
- Đảng một quốc gia Azerbaijan (Azərbaycan Milli Dövlətçilik Partiyası
- Đảng Cộng hòa Azerbaijan (Azərbaycan Respublikaçılar Partiyası
- Đảng Dân chủ Xã hội Azerbaijan (Azerbaycan Sosial Demokrat Partiyası)
- Đảng Xã hội Thịnh vượng Azerbaijan (Azərbaycan Sosial Rifah Partiyası)
- Đảng Cộng sản thống nhất Azerbaijan (Azərbaycan Vahid Kommunist Partiyası)
- Đảng Thống nhất Công dân (Azerbaijan) (Vətəndaş Birliyi Partiyası)
- Đảng Phát triển và Công dân (Vətəndaş və İnkişaf Partiyası)
- Đảng Mặt trận Nhân dân Chính thống (Klassik Xalq Cəbhəsi Partiyasi)
- Đảng Cải cách Dân chủ (Azerbaijan) (Demokratik İslahatlar Partiyası)
- Đảng Tương lai Azerbaijan (Gələcək Azərbaycan Partiyası)
- Đảng Công lý (Azerbaijan) (Ədalət Partiyası)
- Đảng Gorgud (Qorqud Partiyası
- Đảng Azerbaijan vĩ đại (Böyük Azərbaycan Partiyası)
- Đảng Trật tự vĩ đại (Böyük Quruluş Partiyası)
- Đảng Độc lập Azerbaijan (Müstəqil Azərbaycan Partiyası)
- Đảng Độc lập Dân chủ (Azad Demokratlar Partiyası)
- Đảng Nhân dân Độc lập (Müstəqil Xalq Partiyası)
- Đảng Trí tuệ (Aydınlar Partiyası)
- Đảng Musavat hiện đại (Müasir Müsavat Partiyası)
- Đảng Dân chủ Quốc gia Trí tuệ (Milli Demokrat İdrak Partiyası)
- Đảng Phong trào Khôi phục Quốc gia (Milli Dirçəliş Hərəkatı Partiyası)
- Đảng Đoàn kết Quốc gia (Milli Həmrəylik Partiyası)
- Đảng Thống nhất Quốc gia (Milli Vəhdət Partiyası)
- Đảng Thời gian mới (Yeni Zaman Partiyası)
- Đảng Nhân dân Cộng hòa (Cümhuriyyət Xalq Partiyası)
- Đảng Thống nhất Quốc gia Liên hiệp Azerbaijan (Vahid Azərbaycan Milli Birlik Partiyası)
- Đảng Trắng (Ağ Partiyası)
- Đảng Mặt trận Nhân dân Azerbaijan Toàn vẹn (Bütöv Azərbaycan Xalq Cəbhəsi Partiyası)